# Myeongseong de Joseon

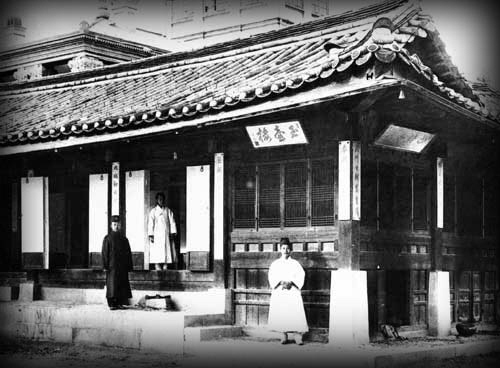
Okho-ru, el edificio donde los asesinos japoneses mataron a la emperatriz.

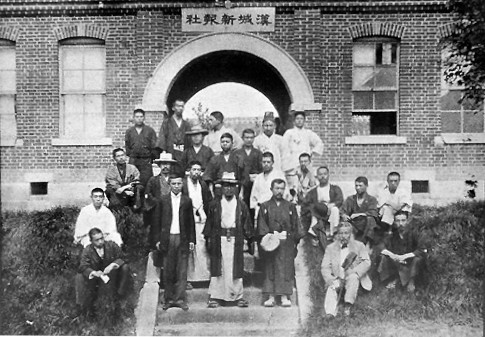
Los supuestos asesinos de la reina Min se tomaron una fotografía frente al edificio del periódico Hanseong en Seúl (Corea).

La emperatriz Myeongseong (명성황후, 明成皇后, 17 de noviembre de 1851 - 8 de octubre de 1895), más comúnmente conocida como la reina Min (閔妃), fue la última emperatriz de Corea. Para el pueblo coreano es una heroína, equivalente a Juana de Arco de Francia, cuya popularidad está relacionada con recientes producciones televisivas, cinematográficas y musicales en este país.
La emperatriz Myeongseong fue una de las esposas del emperador Gojong (高宗皇帝) de la dinastía Joseon (1392-1897), antes de iniciarse el Imperio de Corea (1897-1910). Durante su vida como emperatriz se esforzó por mantener política y diplomáticamente a Corea independiente de la influencia extranjera.
Se le atribuye el haber introducido en Corea nuevas tecnologías occidentales, tales como trenes, teléfonos, tranvías y luces eléctricas. Asimismo demostró gran habilidad al manejar los asuntos exteriores, cuando solicitó la ayuda de Rusia y la dinastía Qing de China para evitar que los japoneses se apoderaran de Corea, lo cual era factible dentro de las ambiciones imperialistas de Japón. También encomendó el servicio de aduanas al consejero alemán Paul Georg von Möllendorff.
El gobierno japonés (明治政府) la veía como un obstáculo. Sin embargo, los esfuerzos por neutralizarla o apartarla del gobierno de Corea fallaban continuamente debido a la devoción que sentía por ella el emperador Gojong, a pesar de las diferentes misiones diplomáticas japonesas enviadas a la corte real coreana. Como resultado, en 1895 el embajador japonés en Corea Miura Gorō, supuestamente contrató a un grupo de asesinos para asaltar el palacio Gyeongbokgung (la residencia imperial) y matar a la emperatriz. Dos de los presuntos asesinos fueron identificados como los japoneses Shigeaki Kunitomo y Kakitsu Ieiri.
Con el paso de los años se fueron develando los nombres de otras personas que presuntamente también tomaron parte en los hechos.
Hay cierta dudas sobre la fecha del asesinato de la emperatriz. La mayoría de los investigadores sostienen que fue asesinada el 8 de octubre de 1895; no obstante, otras fuentes afirman que fue el 20 de agosto de 1895.
El asesinato fue presenciado por uno de los guardias imperiales y un arquitecto ruso apellidado Sabatin, que dejó una narración de los hechos.
El emperador Gojong, enfurecido por este acontecimiento, concedió póstumamente a su esposa el título de Myeongseong (brillo o estrella brillante / 明成) y la enterró en Jongmyo, el templo nacional de Corea. De todas las mujeres que allí se encuentran enterradas, Myeongseong es la única con rango de «emperatriz»; las demás mujeres solo tienen el rango de reinas consortes.
El asesinato de la emperatriz provocó gran conmoción en Corea y protestas por parte de otros embajadores extranjeros en Corea. Para apaciguar estas protestas, y las críticas a nivel mundial, el gobierno japonés finalmente llevó a juicio al embajador Miura Goro y a los demás presuntos asesinos ―entre ellos Shigeaki Kunitomo y Kakitsu Ieiri―. Todos fueron absueltos del cargo de asesinato por falta de pruebas.
El 11 de mayo de 2005, los descendientes de Kunitomo e Ieiri, viajaron al templo de Jongmyo para rendir homenaje a la emperatriz y pedir disculpas por el asesinato que presuntamente cometieron sus antepasados.
En el 2014, la Asociación de Historia Norcoreana expresó que Japón tendría que disculparse formalmente.

## Biografía
La emperatriz Myeongseong nació el 17 de noviembre de 1851, en una de las familias nobles de Corea, la familia Min, la cual obtuvo grandes posiciones así como dos consortes de reyes, la reina Wongyeong, esposa de Taejong de Joseon, y la reina Inhyeon, esposa de Sukjong de Joseon. La muerte de su padre cuando ella tenía 8 años la deja en manos de su madre y atrae, gracias a su intelecto, la atención de su tía Yeoheung Budaebuin, mujer del príncipe regente Heungseon y madre del rey Gojong.
Por otro lado, el futuro emperador Gojong, asume su poder a la edad de 12 años apoyado por su padre Heungseon Daewongun, nombrado anteriormente. Este decide casar a su hijo, de 14 años, con una noble de la familia Min, de la misma familia que su esposa la reina. La futura reina consorte Myeongseong resulta ser la candidata perfecta pues la familia Gojong no tendría que preocuparse de que la futura reina tuviera apoyo de su familia para crear conexiones con su poder político, muy común en la época.
La unión entre la futura reina Myeongseong y el emperador Gojong tuvo lugar en marzo de 1866. Más adelante, en el año 1871 la reina Myeongseong dio a luz a su primer hijo, aunque falleció unos días después de nacer. Hubo sospechas de que Daewongun, padre del emperador Gojong, mató al niño como represalia por haber perdido el puesto de regente con la subida al poder de la reina Myeongseong.
La reina Myeongseong, resultó ser una mujer fuerte y ambiciosa totalmente contraria a todas las reinas que la precedían hasta el momento. No era una reina que participara en muchas fiestas y actividades en la corte, como tenía que hacer una reina para convertirse en el icono del país, se dedicó a leer y estudiar, actividad reservada para los hombres, convirtiéndose así en una figura importante del país, superando a su marido e interviniendo para que Corea mantuviera su equilibrio y negociando con sus países vecinos, el Imperio Ruso, el Imperio Chino de la dinastía Qing y Japón.
A lo largo de su reinado, su poder y presencia en los asuntos políticos y de la corte se hace más fuerte hasta que estalla la guerra sino-japonesa y el colonialismo alcanza Asia Oriental, causando posteriormente la muerte de la emperatriz.

## Clan Min
La emperatriz Myeongseong nació en 1851 en Yeoju-gun (Corea), hija del clan Min, un antiguamente poderoso clan que mantenía altos mandos dentro de la corte de los Joseon y que había perdido poder en el momento del nacimiento de Myeongseong, manteniéndose al margen de la realeza. Con la muerte de sus dos padres, cuando apenas tenía 8 años, el poder del clan se vio aún más debilitado, motivando así al rey regente Daewongun a elegir como esposa para su hijo. Pertenecía a un linaje noble pero a la vez el clan no poseía suficientes parientes cercanos que albergarán ambiciones políticas futuras para controlar la corte real, por ende, Myeongseong se convirtió a la temprana edad de 16 años en la esposa del rey Gojong de 15 años, en el año 1866.

## Papel como reina
La emperatriz Min, no cumplió las expectativas de quienes esperaban que fuera una dama de la alta sociedad, asistiendo a los eventos sociales, manteniendo amistades con otras damas de alta cuna y marcando tendencias, pues resultó no tener ningún interés en ese papel, y se dedicó a autoformarse en todos los ámbitos posibles; historia, ciencia, cultura, religión, etc., Con el paso de los años su suegro, Daewongun, ya la veía como una entrometida en asuntos políticos. Llegó incluso a acusarla de tener problemas de salud y ser incapaz de dar a luz a un heredero sano por lo que pidió a una concubina que diera a luz al heredero en lugar de la reina, con el propósito de ocupar su legítimo lugar. Myeongseong obtuvo con los años el respaldo de oficiales e ilustres pensadores para enfrentarse a su suegro y lograron finalmente que Daewongun abdique como rey regente y todo el poder recayera a Gojong, su marido.

## Pensamiento e ideología
Durante el periodo de reinado de Myeongseong, hubo un gran flujo de pensamientos, tecnología y sobre todo nuevas culturas y religiones. Se introdujo en 1884 con la llegada de Horace Newton Allen, el cristianismo y junto con el soporte de la reina consorte, llegan más misioneros cristianos, con el propósito de expandir sus creencias. Cabe decir que el cristianismo fue duramente perseguido en 1866, bajo el gobierno de Heungseon Daewongsun. Pese a lo arraigado que estaba esta religión durante la dinastía Joseon, Myeongseong nunca se declaró como tal, sino que fue una ferviente devota budista con influencias del chamanismo y del confucianismo. Toda ella representaba un modelo de tolerancia hacia las demás culturas y religiones.

## Contexto histórico
En 1894 estalla la guerra sino-japonesa por el control de la península de Corea, y la derrota de China rinde el país ante el colonialismo y el comercio con Occidente, al igual que Corea. En 1895, los japoneses deciden anexionar la península de Liaodong (perteneciente a China) según el Tratado de Shimonoseki, lo cual no interesaba ni a Francia, ni a Alemania, ni a Rusia pues suponía una barrera para su plan de expansión comercial y dominio colonial. La emperatriz Myeongseong, y por tanto Corea, respaldó a Rusia enfrentándose así al Imperio Japonés. Cabe decir que de por medio estaban las intenciones de conquista japonesa de la península de Corea, el rechazo de la emperatriz y su apoyo a Rusia supone un impedimento para los planes nipones y los enfrenta todavía más.

## Asesinato
El 8 de octubre de 1895, diez asesinos junto con Miura Gorō, general de la Armada Imperial Japonesa, y bajo sus órdenes, entraron en el palacio imperial de Gyeongbokgung y fueron hasta el pabellón Okho-ru, es decir, los aposentos de la emperatriz. Tras matar a tres damas de compañía, la violan y la apuñalan hasta la muerte, después llevaron su cuerpo al bosque y lo quemaron. Miura Goro había sido nombrado en ese año enviado extraordinario y plenipotenciario a Corea lo que le sirvió para acercarse a la corte y a la emperatriz Min. El proyecto se pudo llevar a cabo gracias a la ayuda del Hullyeondae, el regimiento del ejército coreano entrenado por el ejército japonés, los cuales abrieron las puertas del palacio a la banda de asesinos.
Aunque la fecha del asesinato que se presta en este documento es el 8 de octubre de 1895, algunos expertos creen que también se hubiera podido producir el 20 de agosto de ese mismo año. En cualquiera caso, la península de Corea inició en ese momento sus 40 años de dominación japonesa, con todo lo que ello implicó.
Se cree que el motivo principal del asesinato fue la visión negativa de la emperatriz sobre la relación entre Corea y Japón. Los japoneses se presentaron ante el emperador pidiéndole que pasara a ser su estado tributario, pero Corea creía que estaba al mismo nivel que Japón y lo rechazó. Poco después los japoneses enviaron barcos de guerra a Corea con la intención de que ellos aceptaran ser su estado tributario. Triunfaron en el segundo intento pero la emperatriz no estaba de acuerdo y empezó a relacionarse cada vez más con el Imperio Ruso y a hacer tratos con ellos, haciendo que los japoneses quisieran acabar con ella y el poder que ella ejercía en las relaciones de Corea. La emperatriz Min, a diferencia de otras mujeres de la corte era conocida por su afición a los estudios, y eso le hacía tener más poder en las relaciones exteriores. [4]

## Tras el asesinato
El Gobierno japonés negó su participación en el asesinato, y aunque tenía derechos extraterritoriales en Choson se vio obligado a realizar un juicio debido a la presión internacional. Se convocaron a Miura Goro y sus cómplices a juicio, pero pese a los testimonios de los testigos que presenciaron el asesinato, no fueron condenados debido a la “falta de pruebas”.
En 1896, Gojong y el príncipe heredero se refugiaron en la Embajada de Rusia en Seúl, volviendo un año más tarde para declararse Emperador de Corea, con el respaldo de Rusia. Ordenó entonces, buscar los restos de la Reina Min y darles un funeral apropiado, los restos fueron enterrados en el templo Jongmyo que se encuentra en Seúl y dónde siguen reposando en la actualidad, recibió asimismo el título póstumo de Emperatriz Myeongseong.
El asesinato de la reina causó un aumento de sentimiento antijaponés en Corea, haciendo igualmente aumentar la tensión entre Rusia y Japón. La victoria de Japón sobre Rusia en la Guerra Ruso-Japonesa (1904-05) obligó, según el Tratado de Portsmouth de 1905, a esta a reconocer los intereses de Japón sobre Corea. En 1910, Corea fue anexionada por Japón poniendo fin a la dinastía Joseon, e iniciando a partir de entonces y hasta el fin de la Segunda Guerra Mundial, sus 40 años de dominación japonesa.

## Actualidad y media
El emblema de la emperatriz, se ha convertido en la actualidad en un icono popular de la sociedad surcoreana, representada en diferentes ámbitos y reformada a través de las telenovelas, videoclips y películas.
El musical The Last Empress en 1995, la representó como una fuerza positiva y pionera, además de una figura de sacrificio. Por otro lado, la serie televisiva con el nombre de 명성황후 (Emperatriz Myeongseong), adquirió gran popularidad en el territorio. Inevitablemente, las motivaciones de KBS para producir un drama histórico basado en la emperatriz Myŏnsŏng estaban basadas en una sensibilidad nacionalista, expresada en su deseo de revisar ese pasado fallido y curarlo a través de la imagen de la emperatriz. Una vez más la imagen de la emperatriz se reinventa y reinterpreta, en una película de género histórico y con tintes románticos, en el largometraje titulado The Sword with No Name.